# Система относительных единиц
Система относительных единиц (англ. per-unit system) — способ расчета параметров в системах передачи электроэнергии, при котором значения системных величин (напряжений, токов, сопротивлений, мощностей и т. п.) выражаются как множители определенной базовой величины, принятой за единицу. Это упрощает вычисления, так как величины, выраженные в относительных единицах, не зависят от уровня напряжения. Так, для устройств (например, трансформаторов) одного типа, импеданс, падение напряжения и потери мощности при различных уровнях напряжения будут различаться по абсолютной величине, но выраженные относительно базовых величин, будут примерно одинаковы. После расчета полученные результаты могут быть переведены обратно в системные единицы (вольты, амперы, омы, ватты и т. п.), если известны базовые величины, принятые за основу.
Относительные единицы используются обычно при расчетах передаваемой мощности; однако, поскольку параметры оборудования (трансформаторов, моторов и генераторов) часто указываются в относительных величинах, каждый электроинженер должен быть знаком с их концепцией.
В системе относительных единиц используются единицы мощности, напряжения, силы тока, импеданса и адмиттанса. Только две из них являются независимыми; обычно в качестве независимых величин выбираются мощность и напряжение, что продиктовано природой реальных энергосистем. Все системные величины в сети выражаются как множители выбранных базовых значений. Например, для мощности в качестве базы может быть выбрана номинальная мощность трансформатора (или иногда произвольная мощность, такая, что полученные относительные значения облегчают вычисления). В качестве базы для напряжения обычно выбирается номинальное напряжение шины. В технической литературе на английском языке различные типы величин обозначаются одним и тем же символом pu (иногда p.u.). Из контекста должно быть понятно, идет ли речь о напряжении, силе тока и т. д.